# Aeroporto di Guidonia
L'aeroporto di Guidonia, intitolato alla memoria dell'aviatore Alfredo Barbieri, oggi sede del 60°Stormo, a sua volta intitolato ad Arturo Ferrarin, è un aeroporto militare situato nel comune di Guidonia Montecelio.

## Storia

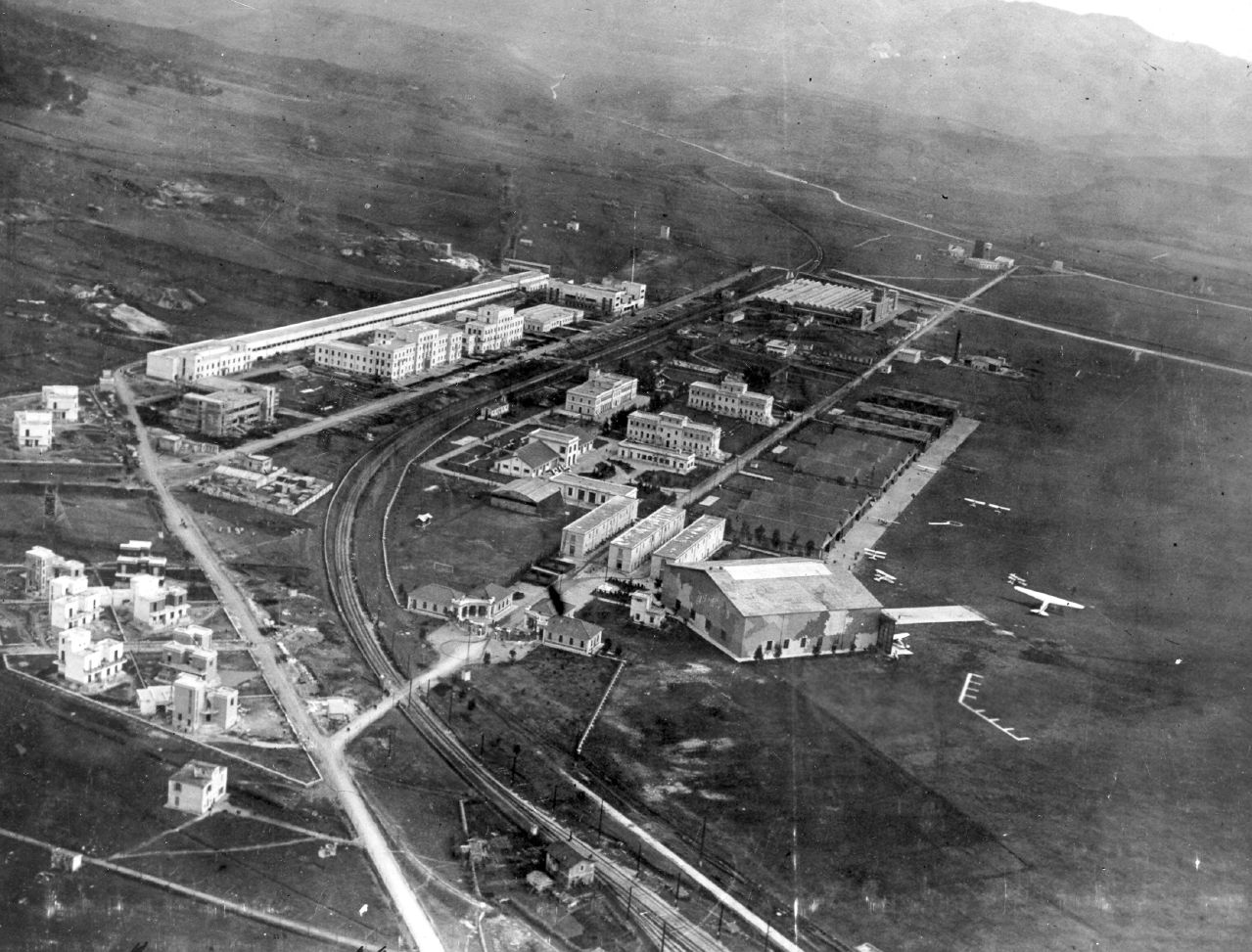
Vista aerea dell'aeroporto Alfredo Barbieri di Montecelio (1934)

L'aeroporto fu realizzato tra il 1915 e il 1916, destinato ad accogliere una scuola di pilotaggio ove vennero formati i piloti destinati all'impiego durante la 1^ G.M. Dopo la fine del conflitto divenne inizialmente un deposito per i velivoli non più impiegati per scopi bellici e quindi divenne sede di una squadriglia sperimentale. Nel 1927 vi venne istituita la DSSE (R.D. 1241 del 23.6.1927). Il 23 ottobre 1930 fu avviata la costruzione di un nuovo centro per ricerche, studi ed esperienze che fu inaugurato il 27 aprile del 1935, data del settimo anniversario della morte del generale del Genio aeronautico Alessandro Guidoni, a cui venne intitolata la città di fondazione di Guidonia edificata a ridosso del sedime aeroportuale. in conseguenza fu istituito il comune di Guidonia-Montecelio.
L'attività di ricerca, studio e sperimentazione per l'innovazione tecnologica e l'affermazione delle potenzialità della neonata Regia Aeronautica,  costituita come forza armata il 28 marzo 1923, subì un forte impulso negli anni venti, quando i record aeronautici costituivano un ottimo investimento in immagine sul palcoscenico internazionale.
Successivamente alla costruzione del nuovo aeroporto esso comprendeva gli impianti della Direzione superiore studi ed esperienze, nonché il Centro sperimentale di volo, oggi presente presso l'aeroporto di Pratica di Mare, e lo Stabilimento di costruzioni aeronautiche, per la messa a punto e la costruzione dei nuovi velivoli.
In esso erano inoltre presenti strutture per la sperimentazione nelle condizioni di ambiente e pressione dell'alta quota, utilizzate per eseguire studi di medicina aeronautica. Erano inoltre presenti strutture per le prove di resistenza delle fusoliere, dei motori e delle eliche, nonché un dromografo per la taratura dei velivoli, varie gallerie del vento, fra cui una ipersonica e una a doppio ritorno, una vasca idrodinamica per l'esecuzione di prove e ricerche sugli idrovolanti, sui siluri, sui profili chiglie di natanti, lunga 436,7 m, profonda 3,75 m e larga 6 m oltre a numerose altre strutture di sperimentazione oggi non più esistenti o in stato di rovina.
La struttura aeroportuale vera e propria, tuttavia, fu caratterizzata dalla costruzione nel 1927 di una pista in conglomerato bituminoso il cui tratto iniziale ha una pendenza accentuata appositamente realizzato per consentire il decollo agli aerei sovraccarichi di carburante. Da questa pista partirono importanti missioni di volo che stabilirono numerosi record mondiali di distanza e durata. Essa è tuttora presente e caratterizza l'aeroporto Alfredo Barbieri, oggi sede del 60º Stormo e di altri Enti interforze e dell'Aeronautica.

## Utilizzo attuale
Attualmente l'aeroporto è sede di vari enti dell'Aeronautica Militare quali:
- Il 60º Stormo che dipende dal Comando scuole dell'Aeronautica Militare/3ª Regione aerea e inquadra il 202° Gruppo Volo a Vela, dotato di alianti impiegati per lo svolgimento dei Corsi di Cultura Aeronautica gestiti dall'Aeronautica Militare e dei Corsi Abilitazione Aliante previsti nel nuovo sillabo addestrativo per tutti i piloti militari e dei corpi dello stato italiani.[1]
- Il Centro Logistico Polivalente che dipende dal Comando Logistico dell'Aeronautica Militare
- La Direzione di Commissariato che dipende dal Comando Logistico dell'Aeronautica Militare
- La Scuola di Aerocooperazione, Istituto di formazione specialistica nel settore del telerilevamento e dell'Aerocooperazione dipendente dallo Stato Maggiore Difesa e dal Comando Scuole AM.[2]
- il Centro di selezione Aeronautica Militare

Per la presenza di quest'ultimo l'aeroporto ospita annualmente le prove di preselezione per i concorsi dell'Accademia Aeronautica e concorsi rivolti all'arruolamento di ufficiali e sottufficiali alla Scuola militare aeronautica "Giulio Douhet"; inoltre il summenzionato Centro svolge le operazioni connesse alla fase attitudinale dei vari concorsi sempre per le selezioni concorsuali. 
Dalla stessa accademia, nonché dalla Scuola militare aeronautica Giulio Douhet, durante il periodo estivo, provengono alcuni degli allievi per svolgere attività di volo a vela presso il 60º Stormo.
Vi era anche il 2º Gruppo manutenzione velivoli, soppresso nel 2006. Inoltre fino al 2007 vi era anche una sede del Centro aeromedico dell'IML, l'Istituto medico legale dell'Aeronautica Militare. In prossimità della base ci sono due complessi alloggiativi per il personale in servizio presso l'aeroporto stesso o in area romana.

## Galleria d'immagini

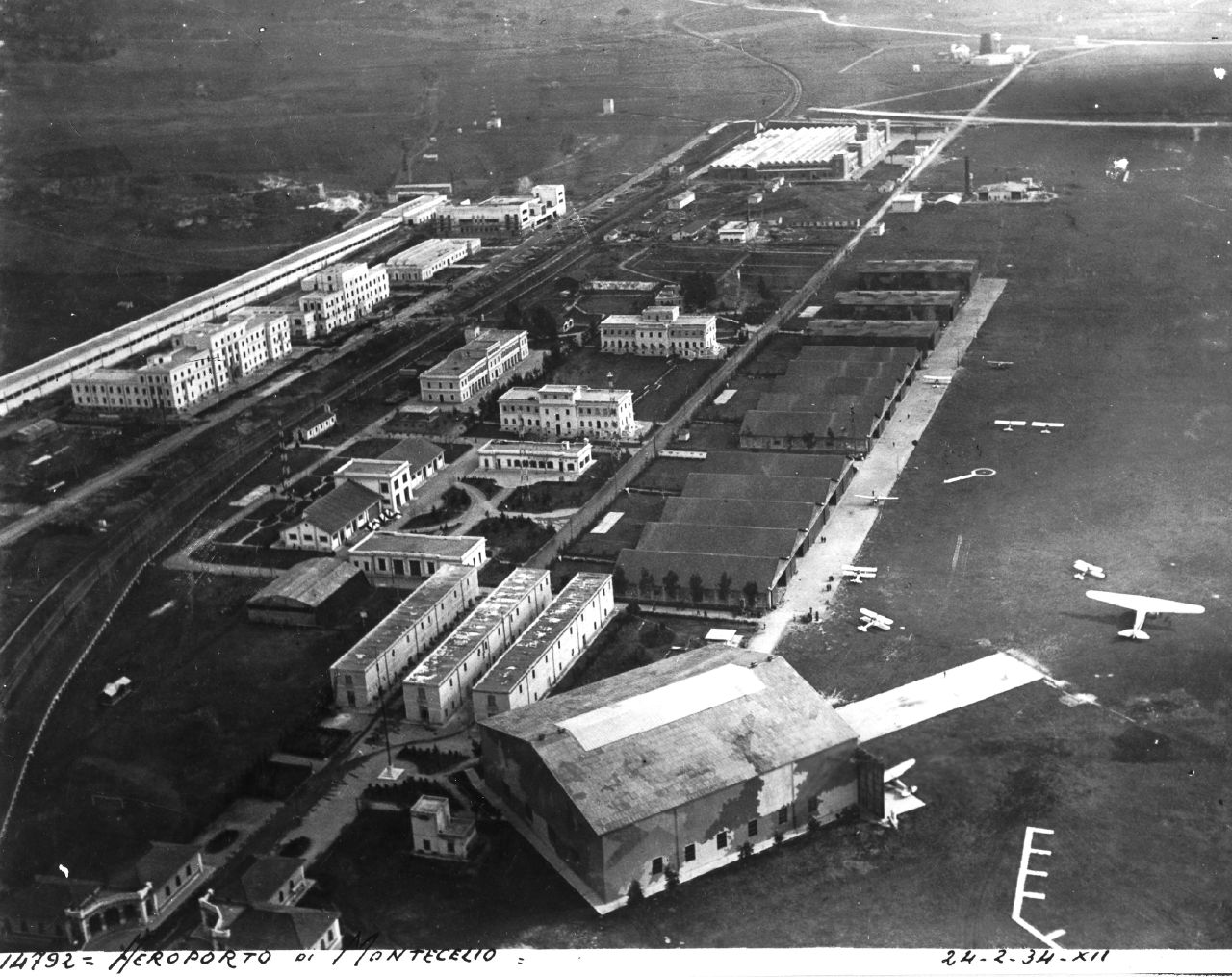
Vista aerea dell'aeroporto Alfredo Barbieri di Montecelio (1934)
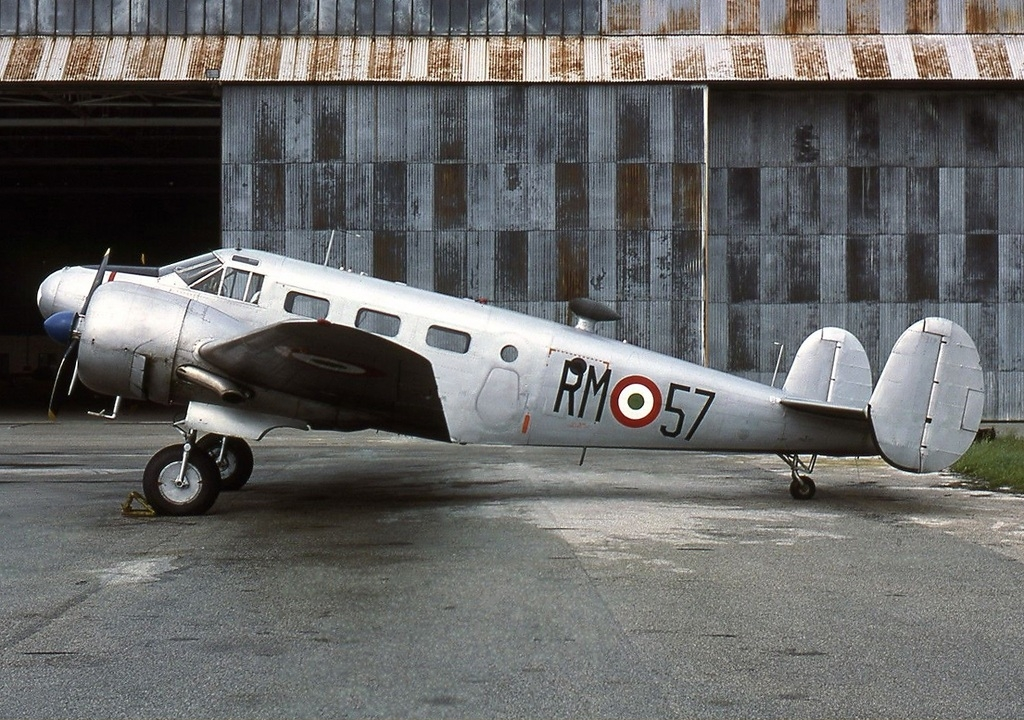
Un Beechcraft C-45 Expeditor della Scuola di Aerocooperazione in una foto del 1980